# مؤسسه زمین شهری
مؤسسه زمین شهری (انگلیسی: Urban Land Institute) یک سازمان تحقیقاتی و آموزشی غیرانتفاعی است که دارای دفاتر منطقه ای در واشنگتن دی سی ، هنگ کنگ و لندن است. مأموریت اعلام شده آن "شکل دادن به آینده محیط ساخته شده برای تأثیر تحول آفرین در جوامع سراسر جهان" است. ULI طرفدار توسعه تدریجی ، انجام تحقیقات و آموزش در موضوعاتی مانند پایداری ، رشد هوشمند ، توسعه فشرده ، ساخت مکان و مسکن نیروی کار است.